# Ware-formatie
De Ware-formatie is een formatie in Colombia die afzettingen uit het Plioceen omvat en het is de vindplaats van fossielen van vissen, reptielen en zoogdieren.

## Locatie
De Ware-formatie bevindt zich op het La Guajira-schiereiland. Het is de jongste formatie in het Cocinetas-bekken en de Ware-formatie overligt de Jimol- en Castilletes-formaties. De Ware-formatie werd 3,6 tot 2,5 miljoen jaar geleden afgezet in de South American Land Mammal Ages Chapadmalalan en Uquian. In tegenstelling tot het hedendaagse woestijnachtige van het La Guajira-schiereiland, was de regio in het Plioceen een rivierdelta.

## Fauna
In de Ware-formatie zijn fossielen gevonden van roofhaaien, hamerhaaien, adelaarsroggen, zaagvissen, karperzalmachtigen, baarsachtigen, meervalachtigen, krokodillen (Crocodylus), schildpadden uit de familie Podocnemididae en diverse zoogdieren. Het merendeel van de zoogdieren is van Zuid-Amerikaanse oorsprong. De kameelachtigen zijn de enige zoogdiergroep die het gebied tijdens de Great American Biotic Interchange bereikte. De kleine beren, in de Ware-formatie vertegenwoordigd door Chapalmalania, bereikten Zuid-Amerika al in het Mioceen. In de Ware-formatie zijn fossielen van vijf typen grondluiaards gevonden met vertegenwoordigers van alle vier families van grondluiaarden (Mylodontidae, Megalonychidae, Megatheriidae en Nothrotheriidae). Er is grote variatie tussen de grondluiaarden van de Ware-formatie. Pliomegatherium was een megaherbivoor van ongeveer 2.400 kilogram, terwijl cf. Nothrotherium met een gewicht van ongeveer 41 kilogram een kleine grondluiaard was. De twee taxa uit de Mylodontidae, behorend tot de Lestodontini en de Scelidotheriinae, verschilden in voedingspatroon. Andere zoogdieren die bekend zijn van fossiele vondsten uit de formatie zijn gordeldierachtigen behorend tot de Glyptodontidae en Pampatheriidae, de capibara Hydrochoeropsis, boomstekelvarkens, en Zuid-Amerikaanse hoefdieren behorend tot de Proterotheriidae en Toxodontidae.